# Alphabetum
Alphabetum is een lettertype, waarmee veel oude talen met de originele karakters met een computer kunnen worden geschreven. Het lettertype is niet gratis. Alphabetum is TrueType en Unicode. Voorbeelden van beschikbare talen zijn.
- Anatolische talen
- Avestisch
- Brahmischrift
- Eteocypriotisch
- Etruskisch
- Faliskisch
- Fenicisch
- Glagolitisch
- Gotisch
- Hebreeuws
- Iberisch
- Keltiberisch
- Kharosthi
- Koptisch
- Latijn
- Lineair B
- Messapisch
- Ogham
- Oskisch
- Oudcyrillisch
- Oud- en Middelengels
- Oudgrieks
- Oud-Italisch
- Oudnoords
- Perzisch
- Runen
- Sanskriet
- Ugaritisch
- Umbrisch

Alle klanken die in menselijke spraak voorkomen kunnen met het Internationaal Fonetisch Alfabet worden genoteerd, maar het verschil met het Alphabetum is dat de manier waarop talen in de geschiedenis zijn uitgesproken niet met zekerheid zijn te achterhalen.